# Коронін
Коронін — білок, зв'язуючий актин, що також взаємодіє з мікротрубочками, а у деяких типах клітин пов'язаний з фагоцитозом. Зустрічається практично у всіх еукаріотів: від дріжджів і до людини.

## Відкриття
Спочатку 55 кДа — білок був виділений з актоміозинового комплексу Dictyostelium discoideum (клітковий слизовик). Пізніше було показано, що він може зв'язувати актин в пробірці. Спочатку цей білок був віднесений до актино-зв'язуючих білків, так як первинна структура не відповідала ні одному іншому ABP. Але нульова мутація короніну в Dictyostelium discoideum призвела до порушення цитокінеза і багатьох інших актин-опосередкованих процесів, таких як ендоцитоз, рухливість клітин і т. д. Пізніше цей білок був знайдений у багатьох еукаріотичних клітинах.

## Структура
Коронін відноситься до WD-повторюваних білків, які утворюють третинну структуру у виглядібета-пропелера. Кристалічна структура короніну 1А (див малюнок справа), що містить основну частину білка, була досліджена в 2006 році

WD-повтор — це структурний мотив, що включає приблизно 40 амінокислот, які зазвичай закінчуються амінокислотним ланцюгом триптофан(W)-аспарагінової(D) кислоти. Звідси і ім'я — WD.
WD-повторювані білки визначаються присутністю щонайменше чотирьох WD-повторів, розташованих в центрі білка. Ці ділянки були виявлені в 1986 році і характеризуються частково збереженими ділянками із 40-60 амінокислот. Вони починаються з GH дипептида, на відстані 11-24 від N-кінця і закінчуються триптофан-аспарагіновим (WD) дипептидом в C-кінці. WD-ділянка не має внутрішньої каталітичної активності. Вважається, що вона служить надійною основою для одночасної взаємодії.
WD-повторювані білки мають різні клітинні функції. Вони відіграють центральну роль у фізіологічних процесах, таких як передача сигналу, регуляція транскрипції, ремоделювання цитоскелету.
Гомологи короніна у хребетних і безхребетних утворюють підродину серед WD-повторюваних білків. Коронін містить 3-5 WD-повтори, що утворюють центральну ядерну ділянку. Крім основної ділянки, майже всі короніни мають a короткий структурний мотив на N-кінці and спіральний мотив із 50 амінокислот на C-кінці. Ділянка N-кінця містить 12 основних амінокислот, що можна вважати характерною рисою цього білка, так як вони зустрічаються виключно в короніні. Недавнє дослідження показує, що ці основні залишки беруть участь у зв'зуванні актину. Крім того, кожен коронін містить унікальну область між WD-ділянкою і C-кінцем. Число амінокислот в цій області значно варіюється. Унікальна ділянка Dictyostelium має 22 амінокислоти, тоді як коронін ссавців містить близько 50 амінокислот.
Друга область мінливості існує в четвертому β-ланцюзі третього WD-повтору.

## Функції
Дріжджовий коронін Crn1 і коронін Дрозофіли Dpod1 слугує для зшивання актину і мікротрубочок цитоскелету. У Caenorhabditis elegans POD-1 і Drosophila гомолог короніну регулює актин цитоскелету і беруть участь у везикулярному обміні.
Сім різних ізоформ короніну були зареєстровані в ссавців. Найбільш добре вивчені ізоформи короніну 1 (1A) і короніну 1В. Коронін 1 спричинює гальмівну дію на стійке формування F-актину в клітині через Arp2/3-залежний механізм. У той час як коронін 1 необхідний для хімічно-опосередкованих міграцій, він не є обов'язковим для функціонування антиген рецепторів Т-клітин.
Коронін 1B необхідний для ефективного випинання і переміщення клітин. Останні дослідження показують, що коронін 1B інгібує діяльність Arp2/3-комплекса, замінюючи його на розгалужену актинову структуру. Коронін-7 ссавців не взаємодіє з актином і не виконує ніякої актин-опосередкованої дії, а бере участь у обміні речовин (Гольджі).
Хоча коронін присутній майже у всіх еукаріотичних організмах і має різні функції, було показано, що всі ці білки, зв'язують F-актин і динамічно локалізують ділянки клітин, багаті на F-актин. Недавнє дослідження показує, що коронін воліє більш до F-актиу що містить ATP/ADP-Pi ніж до F-актиу що містить ADP. Це і може пояснити їх специфічне розташування в клітині.

## Класифікація
- Короткі звичайні короніни . Містять 450–650 амінокислот з спіральним С-кінцем із 30-40 амінокислот, що опосередує гомофільну димеризацію та / або полімеризацію коронінів (наприклад, CRN1 , CRN2) .

- Довгі короніни. Дві основні ділянки з без спіральних областей в С-кінцях.

N- кінець означає область, зменшену до 5AA, що з'являється перед кожним WD-повтором центральної області (наприклад, CRN7 , POD −1)

## Людські короніни
Людські білки, що належать до ряду коронінів:
- CORO1A
- CORO1B
- CORO1C
- CORO2A
- CORO2B
- CORO6
- CORO7